# Estadi Municipal de Wrocław
L'Estadi Municipal de Wrocław (en polonès: Stadion Miejski we Wrocławiu) és un estadi polonès de futbol de la ciutat de Wrocław, a Silèsia. L'estadi nou té una capacitat de 42.771 seients i ha estat seleccionat per acollir el Campionat d'Europa de futbol 2012.

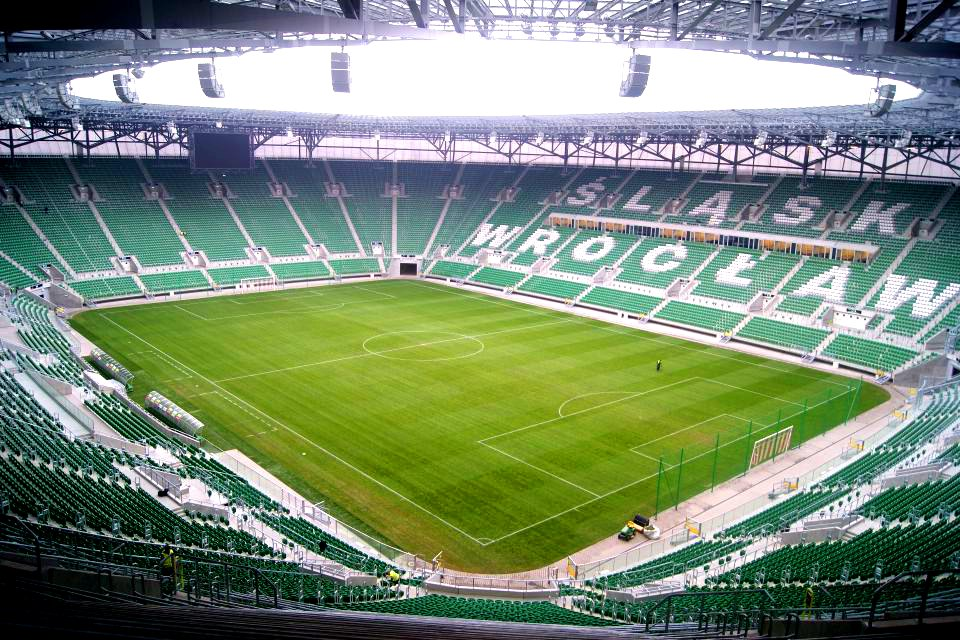
Vista interior